# Ногай-казах
Ногай-казах (каз. Ноғай-қазақ) —  казахский род (Младший жуз). За несколько веков совместного сосуществования с младшим жузом, Ногай-казахи влились в состав младшего жуза и переплелись с многочисленными родственными, культурными и духовными связями.
Примечание: До формирования Казахского ханства и Ногайской орды, все современные рода, которые находятся у казахского и ногайского народа ранее существовали и входили в состав империи Чингизхана, а после вошли в состав улуса Джучи и Чагатая.

## Происхождение
Казахские переходы в ногайские объединения были также многочисленны. Это касается двух периодов: первый – конец 20–30-х гг. в., а второй – 81-82 гг. XVI в. В 1535 г. князь Ногайской Орды Шейдяк (Сейид-Ахмед) отмечал: «Казатцкой царь Хозя Махмет царь с пятьюнатцатью сынми у нас живет, триста тысячь моих казаков».
Но в период появления ойратов в Поволжье в 20-30-е гг. XVII в. стали временем большой миграции ногайского населения на территорию Казахстана. Присутствие ногайского этноса особенно было заметно в Западном Казахстане.
В настоящее время существует несколько версий истории происхождения рода ногай-казах:
Версия 1. Часто происходили миграции групп ногайского населения на территорию Казахстана к тогдашнему хану Младшего Жуза Нуралы. Так, в 1745 г. в Казахстан переселилось 25 семей (138 чел.) карагашских и кундровских ногайцев (кундровских татар) из Нижнего Поволжья. На требования российской администрации выдать беглых ногайцев, казахи категорический отказались.
Очень тесное переплетение истории и культуры получают между собой ногайцы и казахи на Нижней Волге. Так, в составе северо-западных казахов в середине XVIII века образовалась группа, ногайского происхождения, получившая название «Ногай-казах». Существует версия, что из Оренбургского казачьего войска, которое было сформировано из мусульман куда входили и Ногайцы, из-под присяги казаки-мусульмане бежали к хану Младшего Жуза Нуралы это: кундровские татары и ногайцы-малибашцы под предводительством кубанских «салтанаульских» мурз Темирбулатовых[1] (как пишет Алексей Харузин представителями данного рода являются потомками переселенцев из Крыма).
Также известный Астраханский ученый В.М. Викторин отмечает: «Возникновению данной общности способствовало переселению ногайцев из Предкавказья в «в казахскую степь. В эту группу, прежде всего, вошли представители салтанаульцев – крымские ногайцы, переселенные в Южный Урал, под Оренбург. К ним могли присоединиться, «в частности кундровская группа (кундровские татары), а другие — прийти сюда после отхода калмыков в Джунгарию».
Необходимо отметить тот факт, что к середине и концу XIX в. «Ногай-казах» был не собственно род, а «группа родов». Его подразделения: «Уйсин-ногай», «Кояс», «Казанкулак», «Костанбалы» а также отдельные рода Карагаш, Калпак — стали пониматься как самостоятельные Букеевские «ру».
В 1829 г. было подсчитано 500 юрт «ногайского» рода, в 1888 г. — уже 2 тыс. юрт. Перепись 1926 г. учла только по Уральскому округу Казахской автономии (Таловская, Джанибекская, Урдинская и Азгарская волости) 5696 хозяйств, где глава-мужчина из группы «ногай». А проживали такие семьи и на территории Нижне-Волжского округа.
На границе Астраханской области Российской Федерации с Атырауской областью Казахстана расположено ногайское село Малый Арал и соседнее казахское село Байбек, где наблюдается тесное переплетение ногайской и казахской культур, а также языков, что в итоге способствовало тесным брачным отношениям жителей этих населенных пунктов. В свое время казахский султан Букей Нуралиев и ногайский проповедник Сеид Баба имели тесное духовное общение при жизни, а после смерти на их могилах, расположенных у села Малый Арал, был устроено святое место, как дань уважения этим людям.
Версия 2. По мнению Ж. М. Сабитова, ногай-казахи происходят из числа пленных кубанских ногайцев (по официальным данным, взятых «в полон» насчитывалось: мужчин — 700 человек, «жен и детей» — 21 400) в ходе Кубанского похода Апраксина 1711 года, которые в 1745 году бежали к казахскому султану Нуралы.
Для рода ногай (ногай-казак), самого малочисленного, но самого близкого хану за заслуги перед ханом, было отведено 1800 тыс. десятин (земли). Военный оренбургский губернатор в 1847 году писал, что «Ногаевский род владеет почти 1/4 всех поземельных угодий в орде, остальные 16 родов пользуются 3/4 не стоющими по удобству одной четверти, отведенной ногайцам». В итоге в исключительном владении крупной знати и рода ногай оказалось в общей сложности 60-70% всех угодий которым располагало ханство
 — Зиманов С. З.
Термин ногайцы ранее был известен только русским, османским и европейским авторам; в восточных источниках: арабских, сефевидских, тюркских, др. том числе у Абулгази, вплоть до XVIII века, ногайцы назывались мангытами. Связано это с тем, что после завоевания Кипчакские степи были разделены на нутаги монгольских племен, а домонгольское племенное деление кипчаков при этом было уничтожено. Те кипчаки, которые оказались в нутаге мангутов стали мангытами, которые связывали себя не столько с Мангытским Юртом, сколько с ногаями, переселившимися в Волго-Уральском междуречье в XIII и XIV вв. из Причерноморья, Северного Кавказа и Крыма ещё до образования Мангытского Юрта, видимо это относится ко времени когда после поражения Ногая его улусные люди были поделены между сыновьями Токтая. На отправную точку, как Крым, Кавказ указывает народная память не только ногайцев, но и исторические преданиях башкир, каракалпаков, чеченцев и др. Согласно преданию, которому правящая ногайская династия потомков Эдиге, носившего титул-прозвище «ногай», восходит к первому халифу Абу Бекру. Данная родословная была общепринята в ногайском военно-политическом конгломерате народов и тем самым была легитимизирована в историческую эпоху постзолотоордынских государств.
По другому мнению ряда авторов, первоначально основу Ногайской Орды составляло монгольское племя, известное под названием (мангыт). По сведениям М. Т. Тынышпаева, мангыты составляли около 90 % этого народа. В XIII веке к мангытам присоединилось множество тюркских племен, вместе составивших армию золотоордынского военачальника Ногая, впоследствии соправителя Золотой Орды.

## Состав племенного союза
Согласно большинству источников, в том числе и Николаю Ханыкову, казахский род Ногай-казах состоят из четырёх подразделений:
- Уйсын-ногай (Уйсыны возводят свою родословную от единого легендарного Байку (Майкы-Бия) нойона)
- Кояс (имеет кыпчакское происхождение - половцы).
- Казанкулак (имеет кыпчакское происхождение - половцы).
- Костанбалы (имеет кыпчакское происхождение - половцы).

Однако Алексей Харузин в своем труде «Киргизы Букеевской Орды» отмечает существование ещё одного, пятого, подрода, который он называл на русский лад Джаварово или по казахски Жауар, входящий в род Кояс.
У Казахов Среднего жуза рода кыпшак (кыпчак), сохранились древние племенные самоназвания и общеплеменная тамга в виде двух параллельных черточек "II" (қостаңба, қос әліф), среди которых мы встретим уже знакомые нам этнонимы: кояс, жауар и туркмен (группа туркмен входит в состав койясов букеевских ногай-казахов). Кыпчакское происхождение основного костяка ногай-казахов послужило, вероятно, базой для одной из народных легенд об их близком родстве с казахскими кыпшаками (кыпчаками) и с «байулинскими» родами берш и шеркеш.
Также в составе казахов и ногайцев имеются одинаковые рода, которые принимали участие в  формировании двух народов: найманы (общий), найманы (казахи), уйсуны (общий), канглы (общий), кипчаки (общий), кыпшак (казахи), мангыт (общий), мажары (общий), алшыны (казахи), аргыны (казахи), кереиты (общий), кереи (казахи), конграты (общий), коныраты (казахи) и т.д.

## Расселение
В настоящее время, представители казахских подродов Уйсын-ногай, Кояс, Казанкулак, Костанбалы, преимущественно проживают на территории Бокейординского (Хан Ордасы), Жанибековского района Западно-Казахстанской области, Атырауской области, Республики Казахстан, а также Астраханской, Волгоградской и Саратовской области Российской Федерации.
Вышеуказанные казахские подрода встречаются и в родовых подразделениях ногайцев, проживающих в междуречье Терека и Сулака, а также в Ставрополье.

## Состав подрода, тамга, уран и численность
| Род         | Подрод      | Состав (потомки) подрода | Тамга (родовой знак) | Уран (родовой (боевой) клич) | Численность рода |
| ----------- | ----------- | ------------------------ | -------------------- | ---------------------------- | ---------------- |
| Ногай-казах |             |                          | Т Балта              | АЙДАРХАН                     | ≈ 34 000         |
| 1.          | Үйсін-ноғай | Қараторы Үйсін           | = Қос-таңба          | АЙДАРХАН                     | ≈ 34 000         |
| 1.          | Үйсін-ноғай | Сары Үйсін               | = Қос-таңба          | АЙДАРХАН                     | ≈ 34 000         |
| 1.          | Үйсін-ноғай | Бақтыбай Үйсін           | = Қос-таңба          | АЙДАРХАН                     | ≈ 34 000         |
| 1.          | Үйсін-ноғай | Тереңқудық Үйсін         | = Қос-таңба          | АЙДАРХАН                     | ≈ 34 000         |
| 1.          | Үйсін-ноғай | Жанақай Үйсін            | = Қос-таңба          | АЙДАРХАН                     | ≈ 34 000         |
| 1.          | Үйсін-ноғай | Дойнаш Үйсін             | = Қос-таңба          | АЙДАРХАН                     | ≈ 34 000         |
| 1.          | Үйсін-ноғай | Бабыл Үйсін              | = Қос-таңба          | АЙДАРХАН                     | ≈ 34 000         |
| 2.          | Қояс-Жауар  | Оразақай                 | Х, f крес            | АЙДАРХАН                     | ≈ 34 000         |
| 2.          | Қояс-Жауар  | Ағай                     | Х, f крес            | АЙДАРХАН                     | ≈ 34 000         |
| 2.          | Қояс-Жауар  | Жолай                    | Х, f крес            | АЙДАРХАН                     | ≈ 34 000         |
| 2.          | Қояс-Жауар  | Әжі                      | Х, f крес            | АЙДАРХАН                     | ≈ 34 000         |
| 2.          | Қояс-Жауар  | Барақай                  | Х, f крес            | АЙДАРХАН                     | ≈ 34 000         |
| 2.          | Қояс-Жауар  | Жауар                    | Х, f крес            | АЙДАРХАН                     | ≈ 34 000         |
| 2.          | Қояс-Жауар  | Түркмен                  | Х, f крес            | АЙДАРХАН                     | ≈ 34 000         |
| 3.          | Қазанқулақ  | Мадай                    | II Екы кабырга       | АЙДАРХАН                     | ≈ 34 000         |
| 3.          | Қазанқулақ  | Демет                    | II Екы кабырга       | АЙДАРХАН                     | ≈ 34 000         |
| 3.          | Қазанқулақ  | Онат                     | II Екы кабырга       | АЙДАРХАН                     | ≈ 34 000         |
| 3.          | Қазанқулақ  | Бекбау                   | II Екы кабырга       | АЙДАРХАН                     | ≈ 34 000         |
| 4.          | Қостанбалы  | Терме                    | II Екы таяк          | АЙДАРХАН                     | ≈ 34 000         |
| 4.          | Қостанбалы  | Бұрқан                   | II Екы таяк          | АЙДАРХАН                     | ≈ 34 000         |

## Известные представители
- Гумар Караш — казахский просветитель, религиозный и общественный деятель XX века. Духовный лидер Алаш Орды. Поэт, писатель, журналист. Подрод Кояс.
- Габдолгазиз Мусагалиев — казахский общественный и религиозный деятель, юрист, просветитель, журналист, историк, педагог. Член движения Алаш Орда. Первый казах получивший высшее религиозное образование в Университете аль-Азхар в Египте. Подрод Костанбалы.
- Закария Ергалиев — просветитель, народный учитель, один из первых создателей казахского букваря. Вместе с такими известными общественными деятелями как Гумар Караш, Габдолгазиз Мусагалиев, Мустафа Кукебаев и Халел Есенбаев, работал в газетах «Дурыстык жолы», «Хабар-Известия» и «Киргизская правда». Подрод Уйсын.
- Мустахим Иксанов — казахский советский государственный и партийный деятель. Подрод Кояс.
- Гульнар Иксанова — казахстанский политический и общественный деятель. Дочь Мустахима Иксанова. Подрод Кояс.
- Исиналиев, Михаил Иванович (имя при рождении Есенұлы Хәким Тілекенұлы) — казахстанский государственный и партийный деятель, дипломат. Министр иностранных дел Казахской ССР (1981—1989). Подрод Уйсын.
- Капан Мусин — казахский советский композитор и дирижёр, музыкальный педагог. Заслуженный деятель искусств Казахской ССР (1968). Подрод ????
- Шомбал Ниязов — государственный деятель, бий, ближайший советник Жангир-Керей-хана. Подрод Кояс.
- Мажит Шомбалов — казахский врач, борец с чумой, один из основателей медицины современного Казахстана, основатель аптечной сети Казахской ССР, заместитель наркома здравоохранения Казахской ССР, первый главный государственный санитарный инспектор Казахской ССР. Подрод Кояс.
- Гульжаухар Шомбалова — первая профессиональная казахская пианистка, кандидат искусствоведческих наук. Подрод Кояс.
- Геннадий Оспанов — врач, работал в министерстве здравоохранения СССР, личный врач-терапевт Леонида Брежнева.
- Айжан Акбуракызы — мама известного казахского батыра Исатая Тайманова. Подрод ????
- Батыркайыр Ниязов — юрист, член движения Алаш Орда, выпускник Петербургского императорского университета. Временный коммисар Бокеевской Орды. Подрод Кояс.
- Мирахмет Ниязов — врач, борец с чумой, один из организаторов создания Алматинского кожно-венерологического диспансера. Подрод Кояс.
- Бияшев, Гакаш Закиевич — генетик и селекционер растений, академик АН Казахской ССР (1967—87). Доктор сельскохозяйственных наук. Подрод Кояс.
- Сабит Тауланов — военный деятель, генерал — майор, руководитель кадровой службы Министерства обороны РК (1992—1996 гг). Подрод Кояс.
- Гиззатов, Вячеслав Хаменович — казахстанский государственный деятель, дипломат. В разные годы посол РК в Иране, Германии и Туркменистане. Подрод Казанкулак.
- Уразов, Самиголла Хамзаевич — казахский государственный деятель, аким города Уральска, депутат Мажилиса парламента Казахстана. Подрод ????
- Абдрахманов, Толеш — Герой Социалистического Труда (1948). Подрод Костанбалы.
- Абдуллин, Гусман — Герой Социалистического Труда (1948). Подрод Кояс.
- Жумаев Имангали — Герой Социалистического Труда (1947). Подрод Кояс.
- Жакия Асанов — казахский композитор, куйшы. Подрод Костанбалы.
- Макар Жапаров — казахский композитор, куйшы. Подрод Костанбалы.
- Гайса-Гали Сейтак — казахский поэт, журналист, издатель. Подрод Казанкулак.
- Бырганым Айтимова — министр образования и науки Республики Казахстан (2004—2007 гг.) Министр по делам молодежи, туризма и спорта. (1992—1996 гг.) В разные годы явлалась послом Казахстана в Израиле, Италии, Кубе. Подрод Кояс.
- Айтимов, Аксерик Сарыевич — педагог, учёный, профессор, общественный деятель, «Почетный работник образования РК», академик Национальной инженерной Академии РК. Президент Казахстанского университета инновационных и телекоммуникационных систем. Подрод Кояс.